# Тервинзи
Тервинзи (лат. Thervingi) су били готско племе које је у 3. и 4. вијеку живјело у равницама између ријеке Дунава и Дњестра. Вјерује се како су управо они били огранак Гота поражен од Римљана у бици код Ниша 268. иако се у римским изворима под именом Thervingi први пут спомињу тек 291. Око године 360. су контролисали подручје Дакије и крајем 360-их је против њих походе водио Валенс. Судјеловали су у Готском рату и населили се на Балкану; око 400. престају да се помињу, па се сматра како су се претопили у Визиготе. Археолози их повезују са Черњаховском културом.